# Точка электронейтральности
Точка электронейтральности — энергия, при которой графен в целом нейтрален. В идеальном графене точка электронейтральности совпадает с дираковской точкой и химический потенциал находится между зоной проводимости и валентной зоной. Этой точке можно сопоставить напряжение на затворе, когда на зависимости сопротивления от затворного напряжения наблюдается максимум сопротивления. При легировании графена дираковская точка может сдвигаться правее нуля (при легировании акцепторами) или левее (при легировании донорами) . В реальных образцах с беспорядком в точке электронейтральности графен локально может иметь заряд, из-за флуктуаций потенциала и проводящая система разбита на систему электронно-дырочных луж с {\displaystyle p}-{\displaystyle n} переходом между соседними областями с различными знаками заряда.

## Сноски
1. ↑  Novoselov K. S. et al. «Electric Field Effect in Atomically Thin Carbon Films», Science 306, 666 (2004) doi:10.1126/science.1102896